# Канґасала
Канґасала (фін. Kangasala) — місто в провінції Пірканмаа, Фінляндія. Загальна площа території — 870,85 км², з яких 212,83 км² — вода. 

## Демографія
На 2024 в громаді Канґасала проживало 34 тис. осіб. чоловік.
1 січня 2018 громаді присвоєно статус міста . 
Фінська мова є рідною для 98,25% жителів, шведська — для 0,29%. Інші мови є рідними для 1,46% жителів громади. 
Розподіл населення за віком:
- до 14 років — 20,45%
- від 15 до 64 років — 63,7%
- від 65 років — 15,64%

Зміна чисельності населення за роками  : 
| Рік  | Чисельність |
| ---- | ----------- |
| 1980 | 21877       |
| 1990 | 24407       |
| 2000 | 25630       |
| 2010 | 29675       |
| 2011 | 29738       |
| 2023 | 32959       |